# Палладиевые монеты

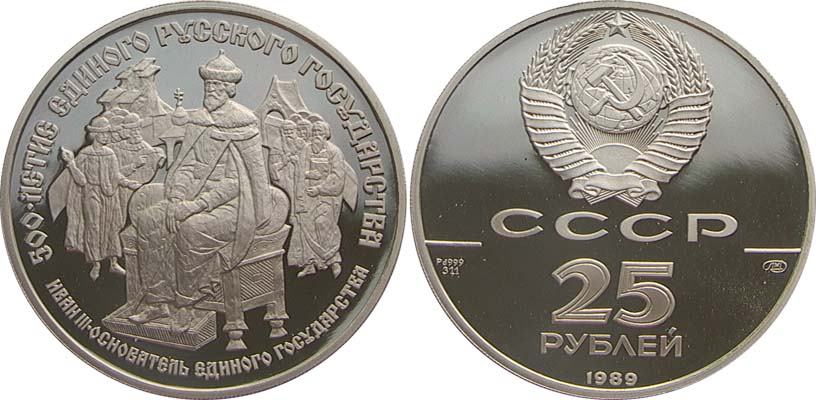
Палладиевая монета СССР

Палладиевые монеты — монеты, изготовленные из благородного металла палладия. Как правило, палладиевые монеты являются юбилейными монетами; выпускаются небольшими тиражами; носят характер законного платежного средства; номинальная стоимость монет гораздо ниже стоимости металла (см. Весовые монеты), из которого они изготовлены, что придает им коллекционный характер.
Первые палладиевые монеты были эмитированы в 1966 году в Сьерра-Леоне и в 1967 году в Тонга. В дальнейшем палладиевые монеты выпускались Австралией, Бермудскими островами, Канадой, Чили, Францией, островом Мэн, СССР, Россией, Португалией, Самоа, Швейцарией и США.
Наиболее известной палладиевой монетой является австралийский Палладиевый эму.
В СССР первая палладиевая монета была эмитирована в 1988 году. С 1992 года монетными дворами России было эмитировано 24 палладиевые монеты номиналом 5 (вес ¼ унции), 10 (1/2 унции) и 25 (1 унция) рублей; ряд монет вышел в сериях: Эпоха просвещения; Олимпийский век России; Русский балет; Географической и Исторической сериях.